# زلط الطين

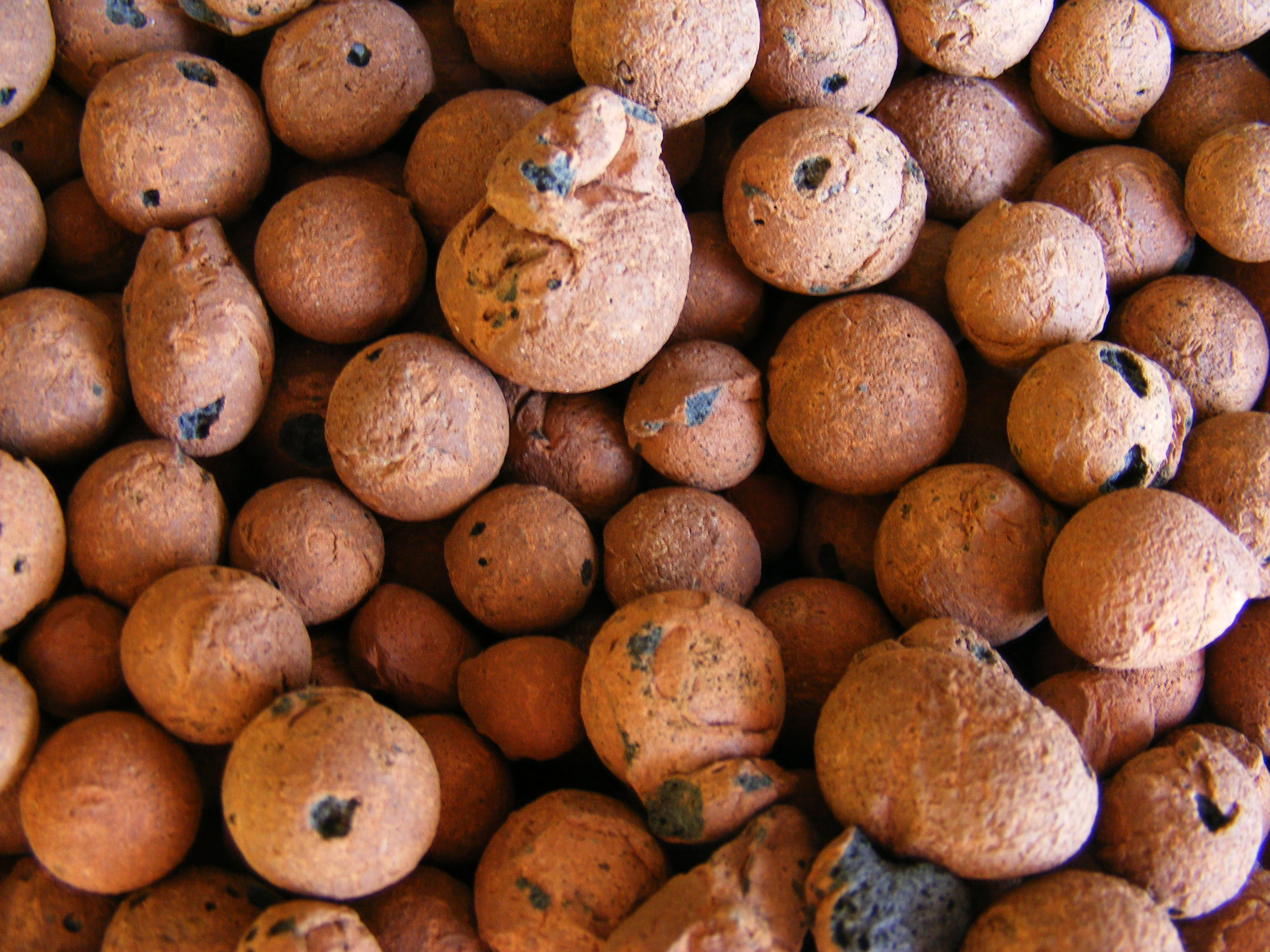
حبيبات الطين المنتفخة.

زلط الطين هي تجمعات خفيفة من الطين صنعت من تسخينه لحوالي 1200 درجة مئوية في فرن دوار. تسبب الغازات الناتجة عن عملية التسخين توسع الحبيبات ضمن الطين وتعطي شكلا أشبه بالكرات أو حبات البطاطا. يستخدم زلط الطين في الإنشاءات والعديد من المنتجات الأخرى.

## تاريخ
طور زلط الطين في مدينة كانساس سيتي (ميزوري) في عام 1917 وذلك لإنتاج زلط خفيف ضمن فرن دوار وسجل براءة اختراع باسم Haydite ودخل ضمن صناعة سفينة SS Selma أطلقت للمحيط في عام 1919. بعد ذلك ظهر العديد من المنتجات المشابهة مثل بيرلايت، غرفلايت، ركلايت، الخ.

## الاستخدامات
يستخدم زلط الطين في الطوب الخرساني والبلاط الخرساني والخرسانة الخفيفة وفي معالجة المياه والزراعة المائية وأكوابونيكس (الزراعة المائية المركبّة).
يزداد استعمال زلط الطين في مختلف التطبيقات والمواد. مثلا في الانشاءات، يستخدم بكثاقة كطوب خفيف الوزن أو مادة للربط (إطارات، حاجز، بلاط).
يدخل زلط الطين في الزراعة والمناظر الطبيعية وتحسين ميكانيكا التربة. ويدخل في أنظمة الزراعة المائية كوسط نمو مع التربة والخث. وهو يحسن الصرف ويحفظ المياه خلال فترات الجفاف ويحمي الجذور خلال الصقيع. مزج زلط الطين مع الترب الثقيلة يحسن من التهوية والصرف.